# Euchlaena astylusaria
Euchlaena astylusaria là một loài bướm đêm trong họ Geometridae.